# ISO 3166-3
ISO 3166-3 ist ein internationaler Standard, der ausgelaufene Länderkürzel nach dem ISO 3166-1-Standard definiert und ist der dritte Teil der ISO 3166.
Wenn nach 1974 Staaten
- in einem anderen aufgingen (zum Beispiel die DDR in der Bundesrepublik Deutschland)
- auseinandergefallen sind (zum Beispiel die Tschechoslowakei)
- ihren Namen geändert haben (zum Beispiel Obervolta)

werden ihre Kürzel aus ISO 3166-1 gelöscht und mit zwei zusätzlichen Buchstaben in ISO 3166-3 eingefügt. Dabei stellen die ersten zwei Buchstaben das ursprüngliche Länderkürzel aus ISO 3166-1 dar und die zwei letzten Buchstaben das neue Länderkürzel aus ISO 3166-1. Gibt es keinen eindeutigen Nachfolger des ursprünglichen Landes, sind die beiden letzten Buchstaben HH. Im Falle von Serbien und Montenegro, welches als Bundesstaat das Kürzel CS hatte, wurde 2006 CSXX statt CSHH festgelegt, da CSHH bereits für die ehemalige Tschechoslowakei verwendet worden war.
Beispiele:
- Die Deutsche Demokratische Republik (DD) trat der Bundesrepublik Deutschland (DE) bei, damit endete ihre Existenz. Somit lautet in ISO 3166-3 das Länderkürzel der Deutschen Demokratischen Republik DDDE.
- Die Tschechoslowakei (CS) zerfiel in die Tschechische Republik (CZ) und in die Slowakische Republik (SK). Somit lautet in ISO 3166-3 das Länderkürzel der Tschechoslowakei CSHH.
- Obervolta (HV) nannte sich in Burkina Faso (BF) um. Somit lautet in ISO 3166-3 das Länderkürzel für Obervolta HVBF.

In Datenbanken mit historischen (meist statistischen) Informationen können durch entsprechende Änderungen aus den ungültigen Schlüsseln wieder gültige Einträge gemacht werden. Die ursprüngliche Kodierung bleibt nachvollziehbar, und die aktuelle Zuordnung (CS als CSHH oder CSXX?) wird wieder eindeutig.

## Veraltete ISO 3166-1 alpha-2 Codes
Die folgende Liste enthält alle ausgelaufenen zweibuchstabigen ISO 3166-Länderkürzel. Viele der Kürzel wurden vor der Einführung des Domain Name Systems ersetzt, so dass sie niemals als Top-Level-Domains verwendet wurden. Für jedes Kürzel ist das Jahr der Ersetzung angegeben.
Ausgelaufene Codes konnten gemäß bisheriger Praxis nach fünf Jahren wieder vergeben werden, wie geschehen mit AI, CS, GE und SK. Da sie mittlerweile aber durch Internet-Domains (beispielsweise als Teil von weiter gültigen E-Mail-Adressen) erheblich langlebiger geworden sind, soll eine Neuvergabe derzeit nicht mehr erfolgen.
- AIDJ – 1977 Französisches Afar- und Issagebiet
ersetzt durch DJ für Dschibuti, das Kürzel AI wurde inzwischen an Anguilla vergeben
- ANHH – 2011 Niederländische Antillen
ersetzt durch BQ für die Inseln der Besonderen Gemeinden der Niederlande, nämlich Bonaire, Saba und Sint Eustatius
ersetzt durch CW für Curaçao
ersetzt durch SX für Sint Maarten
- BQAQ – 1979 Britisches Antarktis-Territorium
nun abgedeckt durch AQ Antarktis. Das Kürzel BQ wurde inzwischen (15. Dezember 2010) vergeben an die Besonderen Gemeinden der Niederlande, nämlich Bonaire, Saba und Sint Eustatius. Das war nur deshalb möglich, weil dieser antarktische Bereich nie eine Internet-Domain betrieben hatte – .bq hat dies bis heute (2018) nicht etabliert.
- BUMM – 1989 Burma
ersetzt durch MM für Myanmar
- CSHH – 1993 Tschechoslowakei
ersetzt durch CZ für Tschechische Republik und SK für die Slowakei
- CSXX – 2006 Serbien und Montenegro
ersetzt durch RS für Serbien und ME für Montenegro
- CTKI – 1984 Canton- und Enderbury-Inseln
nun abgedeckt durch KI Kiribati
- DDDE – 1990 DDR
nun abgedeckt durch DE Deutschland
- DYBJ – 1977 Dahomey
ersetzt durch BJ für Benin
- FQHH – 1979 Französische Südliche und Antarktische Territorien
nun abgedeckt durch AQ Antarktis und TF Französische Südliche Territorien
- FXFR – 1997 Frankreich Metropolitan
nun abgedeckt durch FR (Frankreich)
- GEHH – 1979 Gilbert- und Ellis-Inseln
nun abgedeckt durch KI Kiribati und TV Tuvalu, das Kürzel GE wurde inzwischen an Georgien vergeben
- HVBF – 1984 Obervolta
ersetzt durch BF für Burkina Faso
- JTUM – 1986 Johnston Island
nun abgedeckt durch UM US Minor Outlying Islands
- MIUM – 1986 Midwayinseln
nun abgedeckt durch UM US Minor Outlying Islands
- NHVU – 1980 Neue Hebriden
ersetzt durch VU für Vanuatu
- NQAQ – 1983 Queen Maud Land
nun abgedeckt durch AQ Antarktis
- NTHH – 1993 Saudisch-Irakische Neutrale Zone
nun abgedeckt von SA Saudi-Arabien und IQ Irak
- PCHH – 1986 Treuhandgebiet Pazifische Inseln
ersetzt durch FM Mikronesien, MH Marshallinseln, MP Nördliche Marianen und PW Palau
- PUUM – 1986 sonstige US-Pazifik-Inseln
nun abgedeckt durch UM US Minor Outlying Islands
- PZPA – 1980 Panamakanalzone
nun abgedeckt durch PA Panama
- RHZW – 1980 Rhodesien
ersetzt durch ZW für Simbabwe
- SKIN – 1975 Sikkim
nun abgedeckt durch IN Indien, das Kürzel SK wurde inzwischen an die Slowakei vergeben
- SUHH – 1992 Sowjetunion
ersetzt durch AM Armenien, AZ Aserbaidschan, BY Belarus, EE Estland, GE Georgien, KG Kirgisistan, KZ Kasachstan, LT Litauen, LV Lettland, MD Republik Moldau, RU Russland, TJ Tadschikistan, TM Turkmenistan, UA Ukraine und UZ Usbekistan (von denen BY und UA bereits existierten), der Code SU ist weiterhin als Top Level-Domain in Gebrauch
- TPTL – 2002 Osttimor
ersetzt durch TL Timor-Leste, das Kürzel TP ist weiterhin als Top Level-Domain in Gebrauch
- VDVN – 1977 Demokratische Republik Vietnam
nun abgedeckt durch VN Vietnam
- WKUM – 1986 Wake
nun abgedeckt durch UM US Minor Outlying Islands
- YDYE – 1990 Südjemen
nun abgedeckt durch YE Jemen
- YUCS – 2003 Jugoslawien
ersetzt durch CS für Serbien und Montenegro (siehe CSXX)
- ZRCD – 1997 Zaire
ersetzt durch CD für Demokratische Republik Kongo